# Baal de Tiro
Baal (ou Baal I) foi rei de Tiro, que reinou de 680 a.C. à 660 a.C.. Tem o nome da principal divindade fenícia, Baal. De acordo com a lista de reis de Tiro, ele reinou de 609 a.C. até 595 a.C..

## Reinado
Em 676 a.C., após a conquista de Sidom pelos assírios, um governador foi encarregado de administrar a região em torno da cidade, cuja parte meridional, onde se localizavam Marubu e Sarepta, foram concedidas a Baal, já que durante seu reinado este havia assinado um tratado de vassalagem com o rei assírio Assaradão, concedendo-lhe tributo sobre os rendimentos comerciais da cidade em troca de apoio militar contra o rei sidônio Abdi-Milcuti. Quando Assaradão iniciou sua guerra contra o Egito, no entanto, em 671 a.C., Baal se aliou ao faraó Taraca, rei cuxita que dominava o Egito à época, contra a Assíria. Assaradão então sitiou Tiro, "cortando-lhe o fornecimento de comida e água", e, embora a eventual queda da cidade não tenha sido registrada - podendo nem mesmo ter ocorrido - sabe-se que Baal voltou a pagar tributos para os assírios, que haviam conquistado o resto da Fenícia. 
Em 667 a.C. Baal é mencionado novamente como o primeiro dos soberanos elencados numa lista dos vassalos de Assurbanípal que teriam se juntado ao rei assírio durante a campanha militar que retornou o seu domínio à região do delta e do vale do Nilo. Quatro anos depois, no entanto, em 663 ou 662 a.C., Baal foi atacado e punido pelo monarca assírio, por ter, segundo a inscrição que traz as próprias palavras de Assurbanípal, "desrespeitado minha vontade real e não dado ouvido às palavras de meus lábios". O rei assírio então sitiou novamente Tiro, levando as filhas de Baal e de seus irmãos como concubinas, e seu filho, Iaqui-Milqui, como refém, juntamente com grandes quantias em tributo. Sabe-se que eventualmente seu filho retornou ao seu convívio, porém nada mais se ouviu falar de ambos nos registros históricos.